# Associazione Sportiva Teramo 1959-1960
Questa pagina raccoglie le informazioni riguardanti l'Associazione Sportiva Teramo nelle competizioni ufficiali della stagione 1959-1960.

## Rosa
| N. |                   | Ruolo | Calciatore       |
| -- | ----------------- | ----- | ---------------- |
|    | Italia (bandiera) |       | Alcini           |
|    | Italia (bandiera) | C     | Agostino Amante  |
|    | Italia (bandiera) | A     | Vincenzo Bruno   |
|    | Italia (bandiera) | P     | Nicola Calaprice |
|    | Italia (bandiera) | D     | Vittorio Calvani |
|    | Italia (bandiera) |       | Corazza          |
|    | Italia (bandiera) | C     | Giovanni Dondi   |
|    | Italia (bandiera) | D     | Benito Ercoli    |
|    | Italia (bandiera) | A     | Luigi Francia    |
|    | Italia (bandiera) | C     | Danilo Galli     |
|    | Italia (bandiera) |       | Lenzi            |

| N. |                   | Ruolo | Calciatore          |
| -- | ----------------- | ----- | ------------------- |
|    | Italia (bandiera) | A     | William Martegiani  |
|    | Italia (bandiera) | D     | Mario Martiradonna  |
|    | Italia (bandiera) | C     | Franco Maselli      |
|    | Italia (bandiera) |       | Morandi             |
|    | Italia (bandiera) | A     | Pasquale Mupo       |
|    | Italia (bandiera) | C     | Umberto Pelliccetti |
|    | Italia (bandiera) | A     | Antonio Pipino      |
|    | Italia (bandiera) | D     | Franco Ricci        |
|    | Italia (bandiera) | C     | Sergio Sangiorgi    |
|    | Italia (bandiera) |       | Tofani              |
|    | Italia (bandiera) | P     | Enore Zanoni        |